# Kalif Young
Kalif Young (Toronto, Canadá, 5 de abril de 1997) es un baloncestista canadiense que pertenece a la plantilla del Anwil Włocławek de la PLK polaca. Con 2,06 metros de estatura, juega en la posición de pívot. Es internacional con la Selección de baloncesto de Canadá.

## Trayectoria deportiva
Young es un jugador formado en Orangeville Prep situada en Mono, Ontario, antes de ingresar en 2016 en el Providence College, situado en Providence, Rhode Island en la que jugó durante cuatro temporadas la NCAA con los Providence Friars, desde 2016 a 2019.
Tras no ser drafteado en 2020, firma por los Hamilton Honey Badgers en la Canadian Elite Basketball League con el que disputa 8 partidos.
En 2021, firma por el Bornova Belediye de la TB2L, la segunda división del baloncesto turco.
En la temporada 2021-22, firma por el Czarni Słupsk que compite en la TBL, la primera división polaca.
En 2022, regresa a Canadá para jugar en el Scarborough Shooting Stars de la Canadian Elite Basketball League.
El 29 de junio de 2022, firma por el Medi Bayreuth de la Basketball Bundesliga.

### Selección nacional
Tras llegar a ser internacional en las categorías inferiores de la Selección de baloncesto de Canadá, en 2022 hace su debut con la absoluta disputando 6 partidos de la FIBA AmeriCup.